# Сакрококцигеальная тератома
Сакрококцигеальная (крестцово-копчиковая) тератома (англ. Sacrococcygeal teratoma) — вид опухоли (тератома), развивающаяся в области копчика из гоноцитов. В 75 % случаев такая опухоль доброкачественна, в 12 % — злокачественна, в остальных случаях — смешанного типа. Доброкачественные опухоли чаще встречаются у детей до 5 месяцев.
Большая часть случаев диагностируется у младенцев и детей, хотя зафиксированы случаи сакрококцигеальной тератомы и у взрослых. Среди новорождённых частота заболевания составляет 1 случай на 35 000 новорождённых.